# Jackline Chepkoech
Jackline Chepkoech (3 de octubre de 2003) es una deportista de Kenia que compite en atletismo. Ganó una medalla de oro en el Campeonato Mundial de Atletismo Sub-20 de 2021, en la prueba de 3000 m obstáculos.